# Psique abandonada
Psique abandonada (en francés: Psyché abandonnée) es un cuadro de 1795 de Jacques-Louis David, ahora está en una colección privada. Muestra a Psique abandonada por Cupido como una agachada mujer desnuda de perfil hasta las pantorrillas, aunque mira compungida de frente al espectador, contra un cielo azul y una colina en el fondo. De formato vertical, representa el estilo temprano de David y muestra que su enfoque del desnudo femenino es diferente al de los cánones académicos.
"Un estudio pintado de Psique" aparece en tres de las listas de David de su propio trabajo como un conjunto con el cuadro de La virgen vestal. Largamente perdido, fue redescubierto en 1991 y exhibido en la exposición del Louvre de 2010 L’Antiquité rêvée.